# Astrid Messerschmidt
Astrid Messerschmidt (* 1965) ist eine deutsche Erziehungswissenschaftlerin. Sie ist seit 2016 Professorin für Erziehungswissenschaft mit Schwerpunkt Geschlecht und Diversität an der Bergischen Universität Wuppertal.

## Leben
Astrid Messerschmidt studierte Pädagogik, Politikwissenschaft und Germanistik in Darmstadt und Frankfurt und war vor Beginn ihrer akademischen Karriere in der Familien- und Erwachsenenbildung tätig und wurde 2002 promoviert. Ihre Dissertation verfasste sie zum Thema Bildung als Kritik der Erinnerung – Lernprozesse in Geschlechterdiskursen zum Holocaust-Gedächtnis. 2009 wurde sie mit einer Arbeit zum Thema Weltbilder und Selbstbilder. Bildungsprozesse im Umgang mit Globalisierung, Migration und Zeitgeschichte am Fachbereich Humanwissenschaften der Technischen Universität Darmstadt habilitiert. Nach Gast- und Vertretungsprofessuren in Flensburg und Wien wurde sie 2009 Professorin für Interkulturelle Pädagogik und lebenslange Bildung in Karlsruhe. Nach einer Gastprofessur in Darmstadt wurde sie 2016 Professorin für Erziehungswissenschaft mit Schwerpunkt Geschlecht und Diversität an der Bergischen Universität Wuppertal. 2019 wurde sie in die Unabhängige Expertenkommission Antiziganismus im Bundesinnenministerium berufen.

## Schriften in Auswahl
- Fremd werden. Geschlecht – Migration – Bildung. Löcker, Wien 2020.
- Fragiler Konsens: Antisemitismuskritische Bildung in der Migrationsgesellschaft. Herausgegeben mit Meron Mendel. Campus, Frankfurt 2017.
- Kritische Gedenkstättenpädagogik in der Migrationsgesellschaft. In: Aus Politik und Zeitgeschichte, 66. Jg., Heft 3–4/2016, S. 16–22.
- „Distanzierungsmuster. Vier Praktiken im Umgang mit Rassismus“. In: Rassismus bildet, herausgegeben von Anne Broden and Paul Mecheril, transcript-Verlag, Bielefeld 2014, S. 41–58. doi:10.14361/transcript.9783839414569.41
- Weltbilder und Selbstbilder. Bildungsprozesse im Umgang mit Globalisierung, Migration und Zeitgeschichte. Brandes & Apsel, Frankfurt 2009.